# Philipp Schellnegger
Philipp Schellnegger (* 13. August 1997) ist ein österreichischer Fußballspieler.

## Karriere

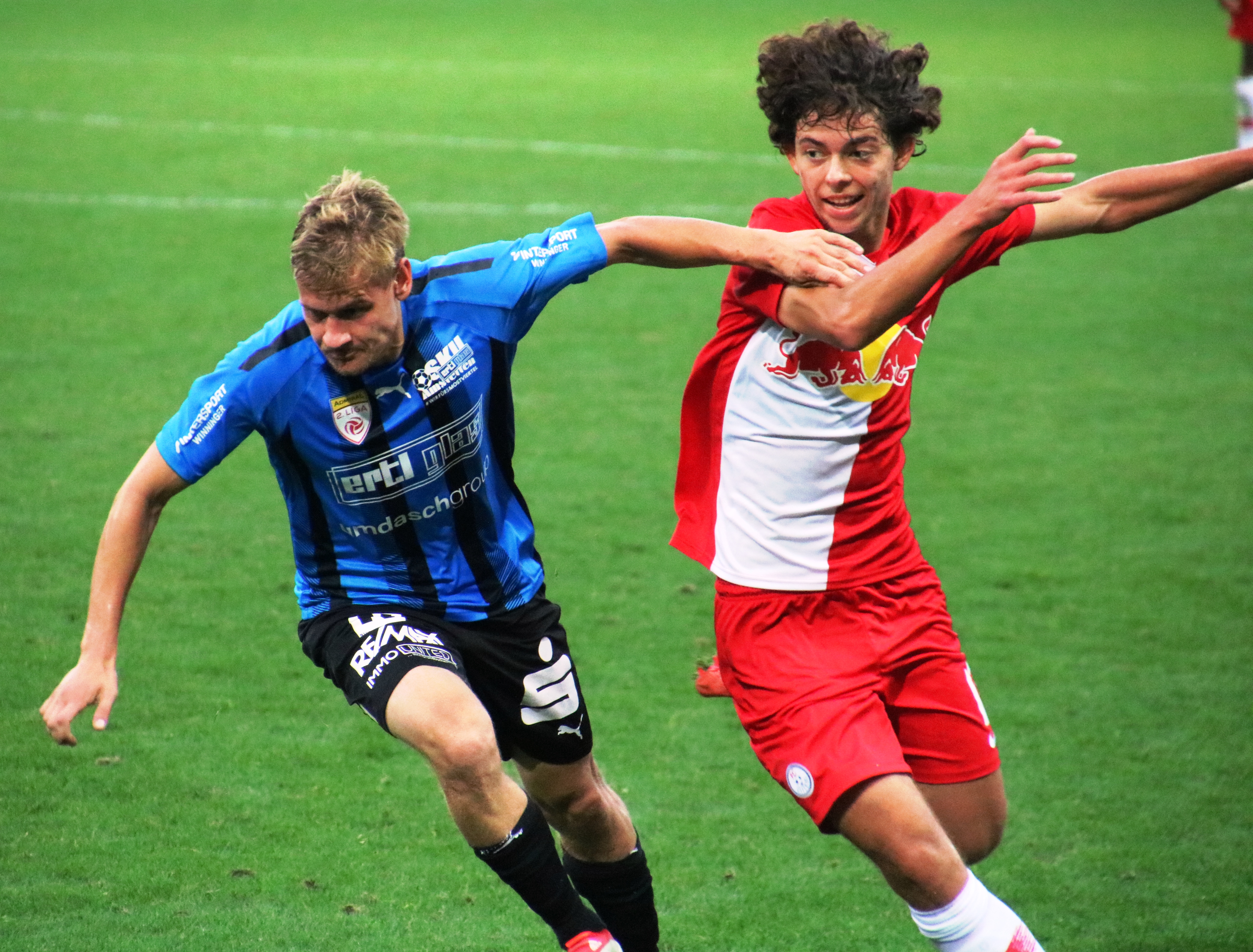
Philipp Schellnegger (links) im Zweikampf mit Dijon Kameri (2021)

Schellnegger begann seine Karriere beim SC Weiz. Zur Saison 2011/12 kam er in die AKA HIB Liebenau. Zwischen 2013 und 2014 spielte er zudem in der Akademie des SK Sturm Graz.
Zur Saison 2014/15 wechselte er zum fünftklassigen SV Krottendorf. Für Krottendorf absolvierte er in jener Saison 23 Oberligaspiele, in denen er drei Tore erzielte. Zur Saison 2015/16 wechselte er zum Regionalligisten SC Weiz, bei dem er seine Karriere begonnen hatte. Sein Debüt in der Regionalliga gab er im Juli 2015, als er am ersten Spieltag jener Saison gegen die Union Gurten in der Startelf stand und in der 59. Minute durch Marco Heil ersetzt wurde. In seiner ersten Saison bei Weiz absolvierte er 24 Regionalligaspiele, in denen er ohne Torerfolg blieb.
In der Saison 2016/17 kam er zu 21 Einsätzen. Im September 2017 erzielte er bei einem 2:2-Remis gegen Gurten sein erstes Tor in der Regionalliga. In der Saison 2017/18 absolvierte er 28 Spiele und erzielte dabei drei Tore. Im Jänner 2019 wechselte er zum Ligakonkurrenten Grazer AK. Bis Saisonende kam er zu elf Regionalligaeinsätzen für die Grazer, mit denen er zu Saisonende als Meister der Regionalliga Mitte in die 2. Liga aufstieg.
Sein Zweitligadebüt gab er im Juli 2019, als er am ersten Spieltag der Saison 2019/20 gegen den Floridsdorfer AC in der Startelf stand. Nach der Saison 2020/21 verließ er die Grazer und wechselte zum Ligakonkurrenten SKU Amstetten. Für den SKU kam er zu 28 Zweitligaeinsätzen, in denen er neun Tore erzielte. Nach der Saison 2021/22 verließ er den Klub.
Nach knapp drei Monaten ohne Klub wechselte Schellnegger Ende September 2022 nach Litauen zum Erstligisten FK Kauno Žalgiris. Für Kauno spielte er bis zum Ende der Saison 2022 achtmal in der A lyga. Nach Saisonende verließ er den Klub wieder. Anschließend kehrte er im Jänner 2023 nach Österreich zurück und wechselte zum viertklassigen ASK Voitsberg. Für Voitsberg spielte er elfmal in der Landesliga, mit dem Team stieg er zu Saisonende in die Regionalliga auf.
Den Aufstieg machte Schnellnegger aber nicht mit, er kehrte zur Saison 2023/24 zum Neo-Ligakonkurrenten Weiz zurück.